# Charles-Alexis Chauvet
Charles-Alexis Chauvet (Marines, 7 giugno 1837 – Argentan, 29 gennaio 1871) è stato un organista e compositore francese.

## Biografia
Charles-Alexis Chauvet fece il suo debutto come organista presso la chiesa di St. Remi a Marines, a soli 11 anni. Studiò organo presso il Conservatorio di Parigi con François Benoist e composizione musicale con Ambroise Thomas. Nel 1860 fu organista presso la Chiesa di San Tommaso d'Aquino, e l'anno successivo fu grande organo. Fu organista della Chiesa di Saint-Bernard de la Chapelle nel 1863, della Chiesa di Notre-Dame-de-Bonne-Nouvelle e della Chiesa di Saint-Merri nel 1866. Infine, fu nominato organista della Chiesa della Sainte-Trinité nel 1869.